# Шеффлера лучелистная

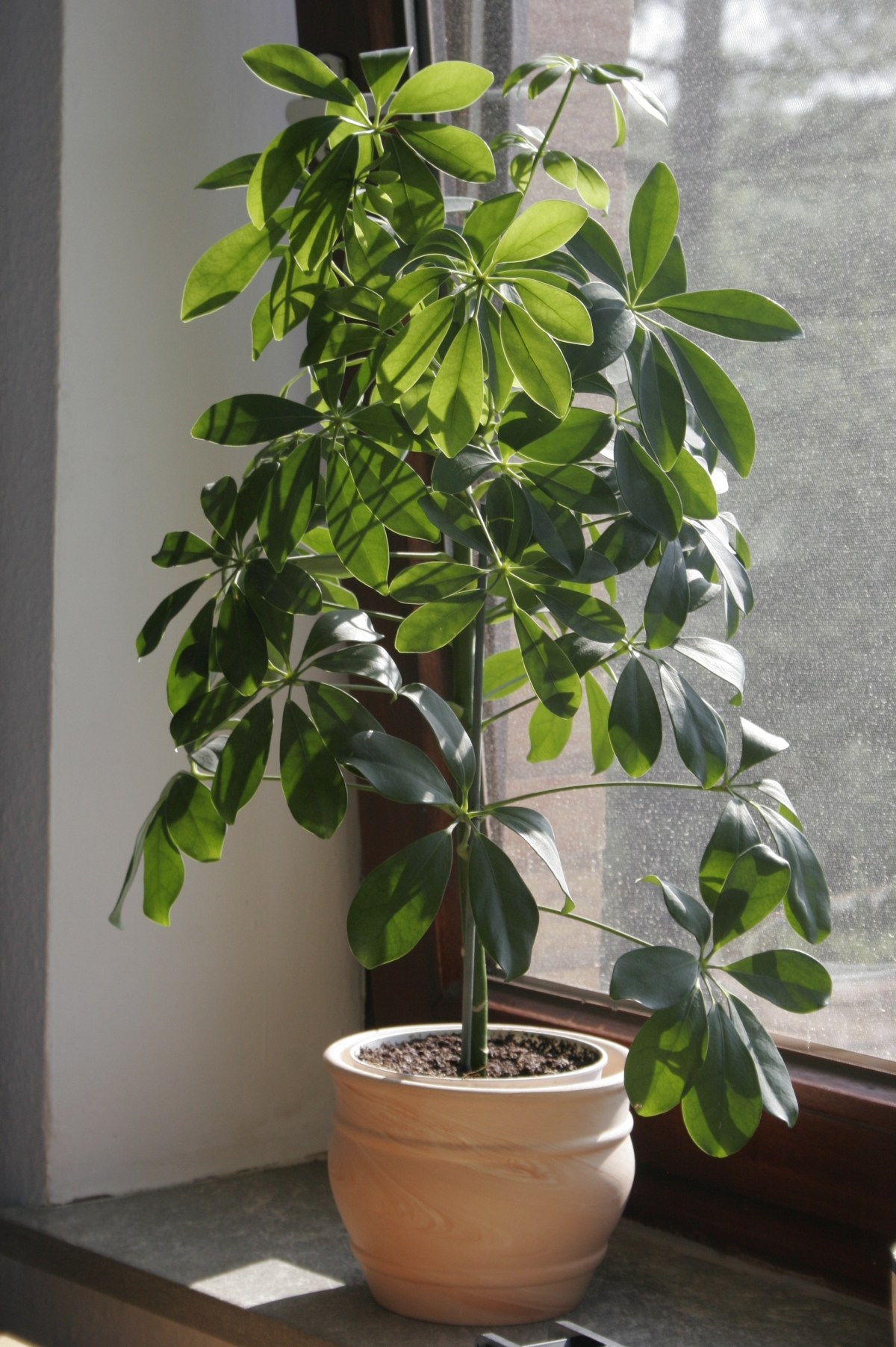
Шеффлера лучелистная на подоконнике.

Ше́ффлера лучели́стная (лат. Schéfflera actinophýlla) — дерево; вид рода Шеффлера семейства Аралиевые. Растёт в тропических и галерейных лесах Австралии (восточный Квинсленд и Северная Территория) и островов Новая Гвинея и Ява. Известно также как дерево-осьминог и амате.

## Описание
Шеффлера лучелистная — это вечнозеленое дерево, вырастающее до 15 м в высоту. Имеет средние пальчато-сложные листья зелёного цвета, состоящие из семи листочков. Как правило, имеет несколько стволов, цветы растут в верхней части дерева. Часто растет как полуэпифит на других тропических деревьях. Соцветия до 2 м в длину, содержат до 1000 небольших темно-красных цветов. Цветение начинается в начале лета и, как правило, продолжается в течение нескольких месяцев.
Видовой эпитет actinophylla означает «лучелистный».

## Экология
Цветки выделяют большое количество нектара, привлекающего птиц, питающихся медом, которые затем разносят семена. Плоды употребляют в пищу многие птицы и животные, в том числе мускусная кенгуровая крыса, красноногий филандер и очковая летучая лисица. Листья являются излюбленной пищей кенгуру Беннетта.

## Распространение
Шеффлера лучелистная обычно выращивается в странах с умеренным или теплым климатом в качестве декоративного дерева в больших садах, летом или в начале осени на зрелых деревьях появляются ярко-красные цветы. Размножается семенами или черенками. Предпочитает хорошо дренированные почвы, для цветения нуждается лишь в периодическом поливе и подкормке. Это агрессивное растение, его корни могут оказывать влияние на окружающую почву. В некоторых регионах (например, Флорида и Гавайи, США) является инвазивным сорняком, поэтому его посадка крайне не рекомендуется.
Молодые особи можно выращивать как комнатные растения в регионах с умеренным климатом при минимальной температуре 13 °C. Данное растение получило премию AGM Королевского садоводческого общества.